# Rue Ganneron
Die Rue Ganneron ist eine Straße im Quartier des Grandes-Carrières im 18. Arrondissement von Paris.

## Lage und Namensursprung

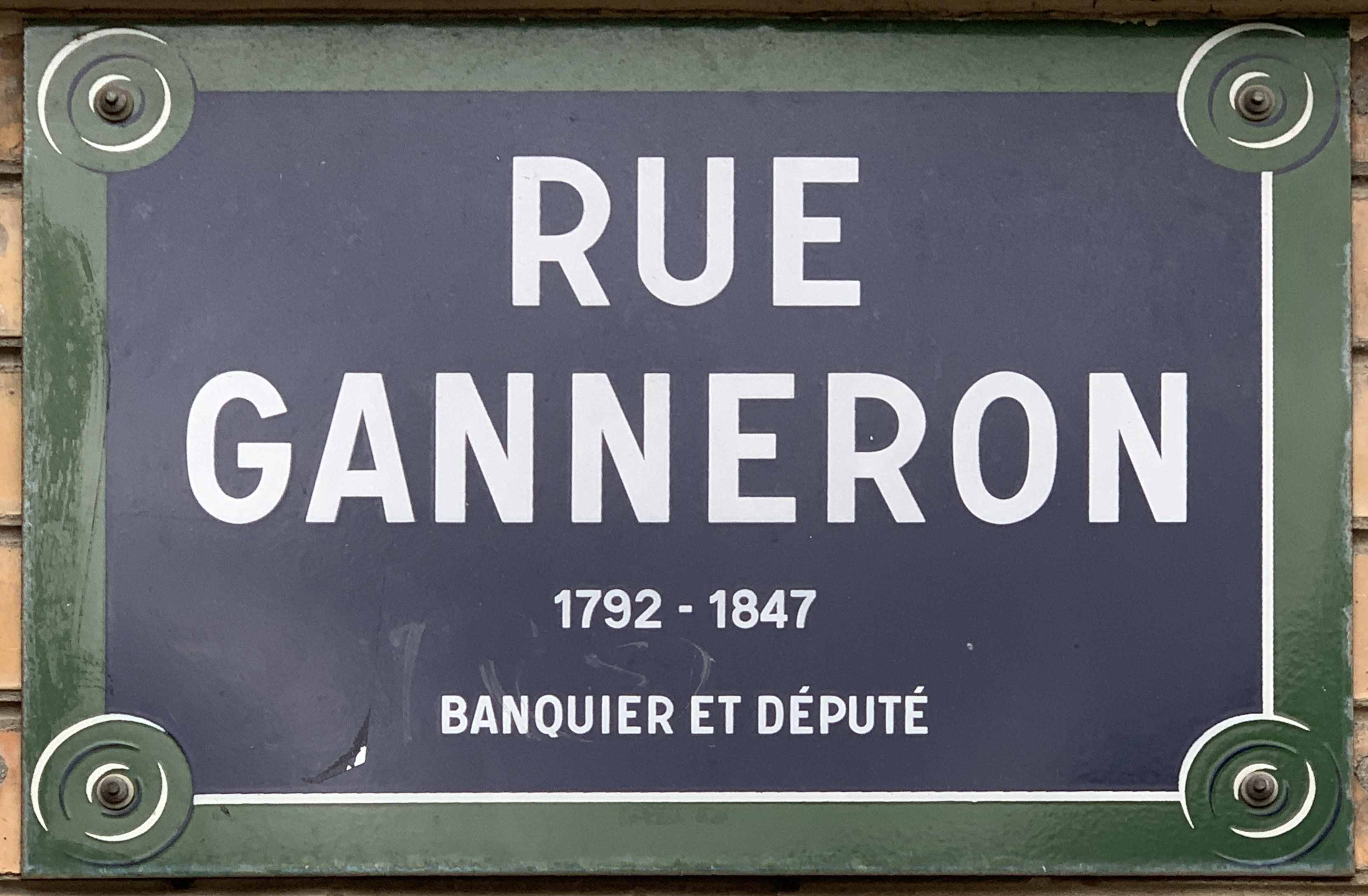
Straßenschild

Die Rue Ganneron beginnt an der Nordecke des Cimetière de Montmartre als Weiterführung der Rue Carpeaux. Sie folgt der Mauer des Friedhofs bis zur Mitte der Südseite und biegt dann zur Avenue de Clichy ab. Die enge Straße ist auf der ganzen Länge eine Einbahnstraße.
Die Straße wurde nach dem Bankier und Abgeordneten Auguste Hippolyte Ganneron (1792–1847) benannt.

## Geschichte
Die Straße lag auf dem Gebiet der ehemaligen Gemeinden Batignolles und Montmartre, wie dem Katasterplan von 1825 unter dem Namen Chemin de la Hutte-aux-Gardes zu entnehmen ist. Sie wurde unter dem Namen «Rue des Carrières» am 23. Mai 1863 in das Pariser Straßenverzeichnis aufgenommen und erhielt am 10. Februar 1875 den heutigen Namen.

## Sehenswürdigkeiten
- Die Straße führt der Mauer des Cimetière de Montmartre entlang; es gibt jedoch keinen Eingang.
- Nr. 24: 1880 wurde hier eine «École professionnelle et ménagère de jeunes filles» (deutsch hauswirtschaftliche Berufsschule für Mädchen) gegründet und 1959 zum «Collège technique de jeunes filles» erweitert. Daraus wurde 1993 das «Lycée technologique d’Arts appliqués Auguste-Renoir».[1]